# Júlio de Castilhos (kommun)
Júlio de Castilhos är en kommun i Brasilien.   Den ligger i delstaten Rio Grande do Sul, i den södra delen av landet, 1 600 km söder om huvudstaden Brasília. Antalet invånare är 19 579. Arean är 1 929 kvadratkilometer.
Terrängen i Júlio de Castilhos är platt åt nordväst, men åt sydost är den kuperad.
Följande samhällen finns i Júlio de Castilhos:
- Júlio de Castilhos

Trakten runt Júlio de Castilhos består till största delen av jordbruksmark. Runt Júlio de Castilhos är det mycket glesbefolkat, med 3 invånare per kvadratkilometer.